# 阿布德瓦克區
阿布德瓦克區是索馬利亞的一個區，位於該國中部的加勒古杜德州，首府為阿布德瓦克。

## 外部鏈結
- 阿布德瓦克區行政區域圖[永久]